# Schlossturm (Auerbach/Vogtl.)

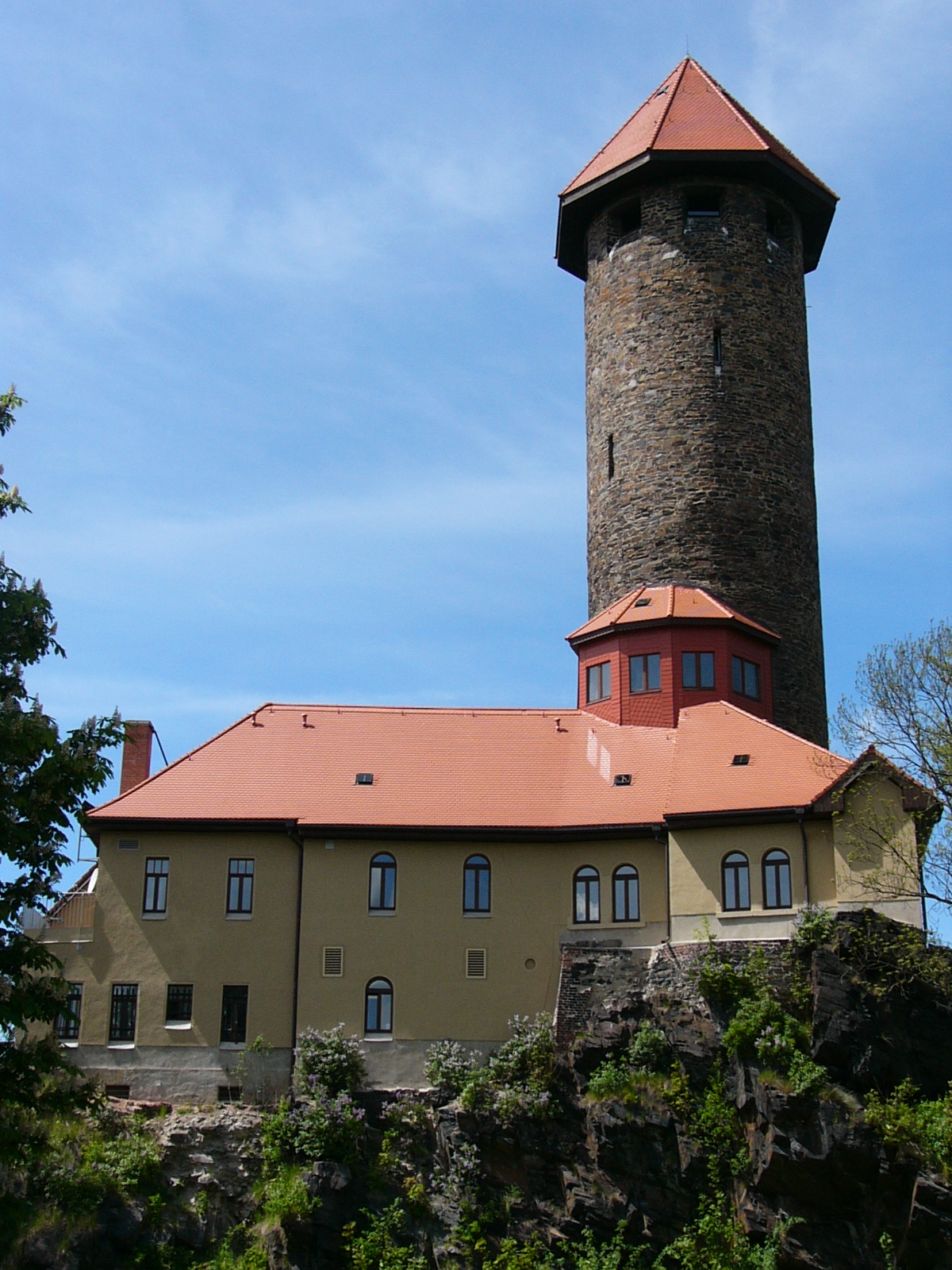
Ansicht des Turmes

Der Schlossturm, auch Roter Turm genannt, ist ein etwa 43 Meter hoher Aussichtsturm auf den Resten des früheren Bergfrieds der Burg Auerbach und ein Wahrzeichen der Stadt Auerbach/Vogtl. im sächsischen Vogtlandkreis. Der Turm, 1348 als „Castrum Urbach“ erstmals erwähnt, wurde schon im 12. Jahrhundert als Wohnanlage genutzt. Mehrmals fiel er Stadtbränden zum Opfer. Nach dem Stadtbrand von 1757 blieb die Ruine fast 100 Jahre unberührt. Nach dem Wiederaufbau des zuvor ruinösen Turms kann dieser seit 1850 über eine Wendeltreppe mit 179 Stufen bestiegen werden. Der Turm wurde durch den Fabrikanten Keffel, der das Gelände 1848 erwarb, wiederaufgebaut. Seit 1909 ist der seitdem äußerlich stark veränderte Turm im Besitz der Stadt Auerbach.
Der Turm weist oben eine Mauerwerksdicke von 1,10 m und im unteren Bereich sogar 3,50 m auf. Er besteht aus Grauwackenquarzgestein, aus dem auch der Schloßfelsen, auf dem der Turm steht, besteht.
Auf dem Vorplatz des Gebäudes steht die Stele, die auf den Mars-Weg, der zum Rodewischer Planetarium führt, hinweist. Ein Miniaturmodell des Turmes befindet sich in der Miniaturschauanlage Klein-Vogtland in Adorf/Vogtl.